# シャーロット・コールマン
シャーロット・コールマン（Charlotte Coleman, 1968年4月3日 - 2001年11月14日）は、イギリスの女優である。

## 出演作品

### テレビ
- モース警部シリーズ VOL.22 ハッピー・ファミリー

### 映画
- 逃亡者2001
- ビューティフル・ピープル(ポーシャ)
- イフ・オンリー
- ディファレント・フォー・ガールズ（アリソン）
- グレアム・ヤング毒殺日記
- フォー・ウェディング（スカーレット）
- ベアスキン/都会の夜の一幕寓話（ケイト）